# Phare avant d'IJmuiden
Le phare avant d'IJmuiden (en néerlandais : Lage vuurtoren van IJmuiden) est un phare actif situé à IJmuiden sur la commune de Velsen, province de Hollande-Septentrionale aux Pays-Bas. Il forme, avec le feu directionnel du phare arrière d'IJmuiden, le guidage dans l'IJgeul vers le port d'IJmuiden.
Il est géré par le Rijkswaterstaat , l'organisation nationale de l'eau des Pays-Bas.
Il est classé monument national en 1981 par l'Agence du patrimoine culturel des Pays-Bas .

## Histoire
Le phare avant a été conçu par l'architecte néerlandais Quirinus Harder et construit en 1878 par D.A. Schretlen & Co de Leyde.
Le phare était identique au phare arrière d'IJmuiden, construit simultanément. En 1909, trois étages ont été supprimés et transférés à Vlieland (Frise) pour le phare de Vuurduin. En 1966, le phare a été déplacé de 40 mètres.
Le phare est automatisé et n'est plus doté en personnel. Il n'est pas ouvert au public.
A côté du phare se trouve un bâtiment des trois étages abritant le Centre de contrôle du port et un restaurant.

## Description
Ce phare  est une tour circulaire en fonte claire-voie, avec une galerie et une lanterne de 24 m. La tour est peinte en brun rougeâtre et la lanterne est blanche au dôme rouge.
Son feu directionnel émet une lumière continue blanche et rouge, selon direction. Pendant la journée la lumière blanche continue à fonctionner. Sa portée est de 16 milles nautiques (environ 30 km) pour le feu blanc et 13 milles nautiques (environ 24 km) pour le feu rouge et 7 milles nautiques (environ 13 km) pour le feu vert.
Identifiant : ARLHS : NET-047 ; NL-1330 -Amirauté : B0766 - NGA : 114-9792.

## Caractéristique dufeu maritime
La lumière blanche a une luminosité de 23.000 candelas et une visibilité de 16 milles marins. Cette lumière est allumée en permanence. Le feu rouge a une intensité lumineuse de 5 500 candelas et est visible jusqu'à 13 milles marins.
|          |
| Le phare |

|             |
| La lanterne |

### Lien connexe
- Liste des phares des Pays-Bas